# Štěpán VIII. Báthory
Štěpán VIII. Báthory (maďarsky Báthory István, 1477–1534, Karlovský Bělehrad/Alba Iulia) byl uherský šlechtic z rodu Báthoryů. Od roku 1529 byl sedmihradským vévodou. Dědeček Alžběty Báthoryové zvané čachtická paní.

## Potomci
Narodil se jako syn Mikuláše Báthoryho a jeho manželky Žofie Bánffyové.
S manželkou Kateřinou Telegdiovou (1492–1547) měli osm dětí:
- Alžběta (Erzsébet), nar. 1562, Gyula
- Mikuláš (Miklós), 1516
- Ondřej (András), (7. ledna 1563 – po 1594)
- Kryštof Báthory (Kristóf), (1530 – 27. května 1581 Gyulafehérvár), otec Zikmunda Báthoryho, vévody sedmihradského
- Štěpán Báthory (István), (27. 9. 1533, Somlyó – 22. 12. 1586, Hrodna), polský král a velkokníže litevský, manžel Anny Jagellonské
- Sofie
- Anna (16. června 1539 – 1570), se třetím manželem Jiřím Báthorym (maďarsky Ecsedi Báthori György) měli dceru Alžbětu Báthoryovou, zvanou čachtická paní
- Kateřina